# Ben Wallace (politicus)

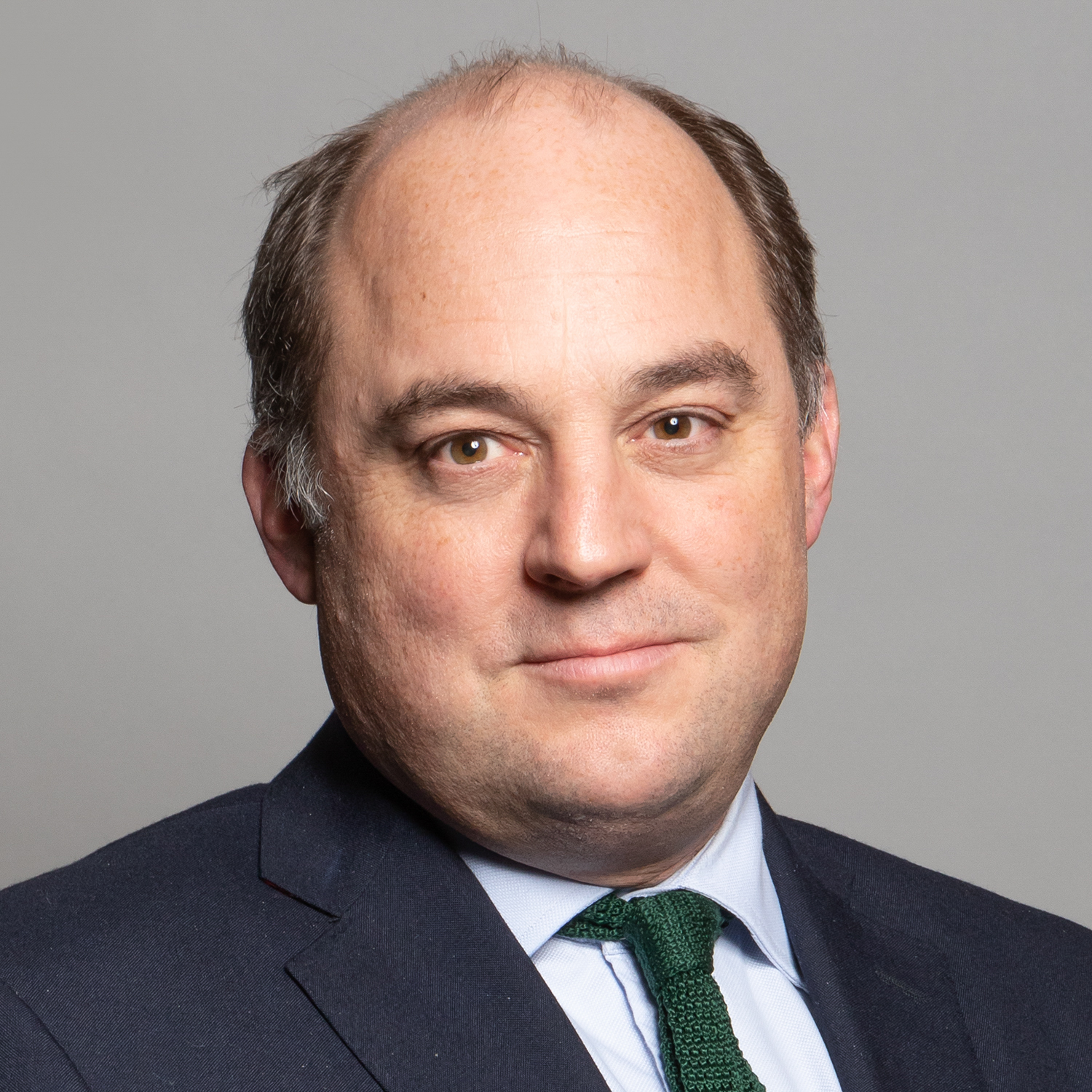
Ben Wallace (2020)

Robert 'Ben' Lobban Wallace (Farnborough (Londen), 15 mei 1970) is een voormalig Brits politicus voor de Conservative Party en voormalig militair. Hij was van 2005 tot 2024 lid van het Lagerhuis voor het kiesdistrict Wyre en Preston North (voorheen Lancaster en Wyre) in Lancashire. Daarvoor was hij van 1999 tot 2003 lid van het Schots Parlement. Hij bekleedde vanaf 2010 verschillende posten in de regeringen van David Cameron en Theresa May. 
Boris Johnson benoemde hem in 2019 tot minister van Defensie. Deze functie hield hij in de regering van Liz Truss en de regering van Rishi Sunak. Hij kreeg als minister van defensie te maken met de evacuatie van Kabul in 2021 en de Russische invasie van Oekraïne in 2022. Hij trad af op 31 augustus 2023 en werd opgevolgd door Grant Shapps. 

## Biografie
Na de middelbare school ging Wallace naar de Koninklijke Militaire Academie Sandhurst. Hij trad in juni 1991 als tweede luitenant toe tot de Scots Guards. Van 1991 tot 1998 diende hij in Duitsland, Cyprus, Belize en Noord-Ierland. In 1993 had hij tijdens The Troubles in Noord-Ierland het bevel over een patrouille die een bomaanslag tegen Britse troepen verijdelde door een IRA-eenheid gevangen te nemen. Hij kreeg hiervoor een eervolle vermelding in de dagorder (mentioned in dispatches). In 1996 werd hij bevorderd tot kapitein. 
In juni 1998 verliet Wallace de actieve dienst en werd reserve officier. Hij zei later dat hij vooral het bevel voeren over soldaten leuk had gevonden, en dat dit een kleiner deel van het werk zou worden naarmate hij langer in dienst was gebleven.

## Politieke loopbaan
Wallace ging na het leger de Schotse politiek in. Hij werd in 1999 Conservatief lid van het Schots parlement, via de kandidatenlijst voor Noordoost-Schotland. Hij was de woordvoerder van de Schotse Conservatieven voor het onderwerp gezondheid. Hij trad af in 2003, omdat hij lid van het Britse Lagerhuis wilde worden.  
Van 2003 tot 2005 werkte hij bij het ruimtevaartbedrijf QinetiQ, het voormalige Defence Evaluation and Research Agency (DERA).
Bij de Lagerhuisverkiezingen van 2005 werd Wallace gekozen als afgevaardigde voor het kiesdistrict Lancaster en Wyre in Lancashire. Bij de verkiezingen van 2010 was dit district opgeheven. Wallace werd gekozen in het nieuwe district Wyre and Preston North. Bij de Lagerhuisverkiezingen van 2015, 2017 en 2019 werd hij in dit district met een ruime meerderheid herkozen.
Van 2006 tot 2010 was Wallace de schaduwminister voor Schotland; van 2006 tot 2014 was hij ook voorzitter van de Brits-Iraanse parlementaire groep. Op 13 november 2008 kreeg Wallace de titel "Campaigner of the Year" bij de uitreiking van de Spectator/Threadneedle Parliamentarian Awards, voor zijn werk ter bevordering van transparantie rond de onkostenvergoedingen van parlementsleden.
In 2010 werd hij benoemd tot parlementair privésecretaris (de laagste regeringsfunctie) van de toenmalige minister van Justitie en Lord Chancellor Kenneth Clarke. Hij stemde in 2013 tegen de legalisering van het homohuwelijk.  
In juli 2014 kreeg Wallace de functie van whip en een jaar later werd hij onder-staatssecretaris voor Noord-Ierland. Bij het referendum in het Verenigd Koninkrijk over het lidmaatschap van de Europese Unie in 2016 was Wallace voor 'remain'. Toen premier David Cameron aftrad omdat de Britse bevolking voor Brexit had gekozen, werd Wallace een van de leiders van de campagne van Boris Johnson om Cameron op te volgen. Uiteindelijk werd echter Theresa May de nieuwe partijleider en premier. Zij bevorderde Wallace tot staatssecretaris van Veiligheid; in december 2017 werd zijn portefeuille uitgebreid met economische criminaliteit. Hij was staatssecretaris van Veiligheid tijdens de aanslagen in Londen in maart 2017 en juni 2017, en de vergiftiging van Sergej en Joelia Skripal met een novitsjok-zenuwgas in Salisbury in 2018. Wallace werd voor zijn rol in de coördinatie van de reactie op de aanslag van maart 2017 benoemd tot lid van de Privy Council.

## Minister van Defensie
Toen Boris Johnson op 24 juli 2019 Theresa May opvolgde benoemde hij Wallace tot minister van defensie in zijn eerste kabinet. Wallace hield deze functie in het Kabinet-Johnson II. Hij kreeg in die rol te maken met de evacuatie van Kabul in 2021 en de Russische invasie van Oekraïne in 2022. Na de regeringscrisis van 2022 en het aftreden van Boris Johnson werd Wallace gezien als een kanshebber om de volgende leider van de Conservatieve Partij en dus premier te worden. Hij sloot zichzelf uit van deelname aan de leiderschapsstrijd en gaf later zijn steun aan de kandidatuur van Liz Truss. Na de verkiezing van Truss tot premier op 6 september 2022 werd Wallace herbenoemd als minister van Defensie.  Hij behield deze positie ook toen Rishi Sunak op 25 oktober 2022 Truss opvolgde als premier.
In 2023 liet Wallace weten dat hij geïnteresseerd was om secretaris-generaal van de NAVO te worden als de termijn van Jens Stoltenberg dat jaar afliep. Voor een mogelijke kandidatuur van Wallace leek internationaal te weinig steun te zijn en de termijn van Stoltenberg werd met een jaar verlengd. Enige tijd later kondigde Wallace aan dat hij bij de eerstvolgende Lagerhuisverkiezingen niet herkiesbaar zou zijn, en dat hij op korte termijn wilde aftreden als minister van Defensie. Hij werd op 31 augustus 2023 opgevolgd door Grant Shapps. Zijn lidmaatschap van het Lagerhuis eindigde op 30 mei 2024, toen het parlement ontbonden werd in de aanloop naar de algemene verkiezingen van 4 juli.

## Wetenswaardigheden
Wallace is lid van de Royal Company of Archers, de ceremoniële lijfwacht van de Britse vorst in Schotland.

## Externe bronnen
- Profiel van Ben Wallace op website Lagerhuis